# Абдулкерим паша
Абдулкерим паша (на турски: Abdülkerim Paşa, Abdülkerim Öpelimi) е османски военачалник от Първата световна война.

## Биография
Абдулкерим е роден през 1872 година в Солун, тогава в Османската империя. Става военен и достига висш офицерски чин.
В началото на Първата световна война действа на Кавказкия фронт. През 1915 година ръководи битка при Манзикерт срещу руския генерал Огановски, като при контранастъплението успява да отблъсне руснаците и да превземе града. След това руският генерал Огановски е заменен от Николай Юденич, който успява да си върне Манзикерт, след което отново се изтегля и при преследването от страна на Абдулкерим, въпреки численото превъзходство на османците, го побеждава отново в битката при Кара Килисе. През февруари 1916 година Абдулкерим паша понася тежка загуба в битката при Ерзурум, след която е понижен от пост.
За кратко през декември 1916 година е назначен за командир на XX корпус, изпратен в помощ на германо-българските части на Солунския фронт, но през май 1917 година частта е разформирована и върната в Месопотамия поради голяма военна нужда. 
Абдулкерим умира на 16 октомври 1923 година, скоро след освобождението на Истанбул от турските части на Мустафа Кемал паша. Абдулкерим е женен за Медвет Вльора, по-старата дъщеря на Исмаил Кемал бей Вльора.